# Pebble Bed Modular Reactor (Unternehmen)
Pebble Bed Modular Reactor (PBMR Ltd.) ist ein halbstaatliches südafrikanisches Unternehmen mit Sitz in Centurion, das sich zum Ziel gesetzt hatte, auf der Basis deutscher Lizenzen und mit Unterstützung aus dem Forschungszentrum Jülich einen nuklearen Kugelhaufenreaktor mit Heliumturbine in Koeberg bei Kapstadt zu bauen.

## Geschichte
In Deutschland wurde seit den späten 1950er Jahren bereits an Kugelhaufenreaktoren gearbeitet. ABB und Siemens Interatom entwickelten auch modulare Konzepte, etwa den HTR-Modul mit 200 MWth auf der Basis des AVR Jülich.
Diese Entwicklungen wurden nach dem Scheitern des Prototyps Thorium-Hochtemperaturreaktors (THTR) Ende der 1980er Jahre weitgehend beendet. Im Jahr 1988 traf sich Johan Slabber, später der Technische Leiter (CTO) der „Pebble Bed Modular Reactor“, mit Rudolf Schulten und Kurt Kugeler. Hier entstand die Idee für die Produktion eines südafrikanischen Kugelhaufenreaktors, der von der dortigen Industrie hergestellt werden sollte. Slabber war ein führender Entwickler der Atombomben der damaligen südafrikanischen Apartheidregierung. Die ersten südafrikanischen Bemühungen um die PBMR-Technik waren in der Realität auf militärische Anwendung gerichtet, nämlich als Antrieb für Atom-U-Boote, da klassische Nukleartechnik wegen des internationalen Embargos gegen die Apartheid nicht mehr verfügbar war. Erst nach dem Ende der Apartheid 1994 entstand daraus ein ziviles Nuklearprojekt.
Von 1998 bis 2008 vergrößerte sich PBMR Ltd. auf fast 1000 Mitarbeiter und ca. 1500 externe Zuarbeiter. Damit gehörte PBMR Ltd. zu den weltweit größten Anbietern von Nukleartechnologie. Wegen ausufernder Kosten und Zeitpläne, sicherheitstechnischer und technischer Probleme sowie fehlender Kunden für den geplanten Reaktor, entschied die südafrikanische Regierung im September 2010, die Firma weitgehend aufzulösen und nur rund 10 Mitarbeiter zur Verwaltung des erarbeiteten Wissensstandes zu belassen. Dieser Beschluss wurde bis Ende 2010 umgesetzt. Als Anstoß für das Scheitern des PBMR-Reaktors und den Niedergang der Firma werden die Enthüllungen von Rainer Moormann zu verheimlichten Problemen von Kugelhaufenreaktoren genannt. Moormann erhielt dafür den Whistleblowerpreis 2011. 